# Gerhard Gey
Gerhard Gey (* 1950 in Grimma) ist deutscher Politiker (CDU). Er ist 25 Jahre Landrat in Sachsen gewesen, zuletzt bis 31. Juli 2015 Landrat des Landkreises Leipzig.

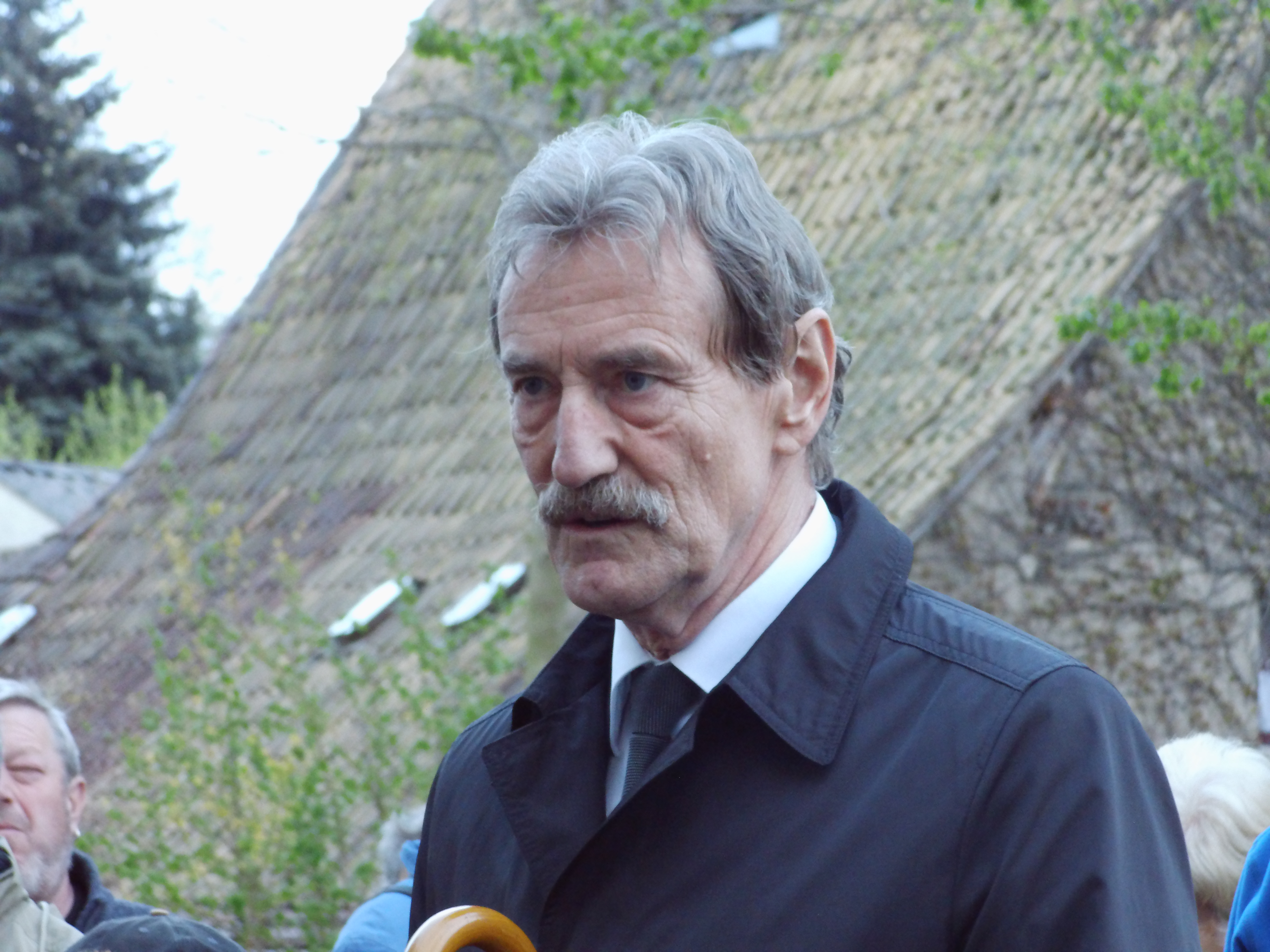
Gerhard Gey (2015)

## Leben und Beruf
Nach dem Abitur an der Erweiterten Oberschule „Ernst Schneller“ (heute: Gymnasium St. Augustin) in Grimma und dem Grundwehrdienst bei der NVA absolvierte Gey ab 1971 an der Karl-Marx-Universität Leipzig ein Studium zum Diplomingenieur für Tierproduktion. 
Es folgte ab 1975 ein Forschungsstudium der Populationsgenetik, das Gey mit der Promotion A 1979 abschloss – die Dissertation hat den Titel „Untersuchungen zur Hochrechnung von Teillaktationsleistungen an verschiedenen genotypischen Gruppen des Milchrindes unter Berücksichtigung des Einflusses systematischer Umweltfaktoren“. Anschließend war er als wissenschaftlicher Mitarbeiter und Entwicklungsingenieur in verschiedenen Forschungs- und Entwicklungseinrichtungen der DDR tätig.
Gey und seine Ehefrau Inge sind in Grimma zuhause, das Paar hat zwei erwachsene Töchter.

## Politischer Werdegang
Während der Friedlichen Revolution in der DDR kam Gey als Quereinsteiger zur Politik und trat 1989 der Bürgerrechtsbewegung Neues Forum bei. Im Mai 1990 wählte ihn der Kreistag zum Landrat des Landkreises Grimma, und er wurde im gleichen Jahr Mitglied der sächsischen CDU. Bei der Kreisreform Sachsen 1994/1996 fusionierte „sein“ Landkreis mit dem Kreis Wurzen zum Muldentalkreis, dessen einziger Landrat er von 1994 bis 2008 war (Wiederwahl 2001).
Bei der Kreisreform Sachsen 2008, in der die Landkreise Muldentalkreis und Leipziger Land fusionierten, kandidierte Gey wiederum als Landrat für den neu entstandenen Landkreis Leipzig. Er siegte in der Stichwahl vom 22. Juni 2008 mit 57,0 % der Stimmen gegen seine bisherige Amtskollegin Petra Köpping (SPD). Gey wurde mit 25 Amtsjahren einer der dienstältesten Landräte des Freistaats Sachsen.
Am 24. April 2007 empfing Gey sechs NPD-Vertreter, um mit ihnen über Jugendarbeit zu sprechen. Laut Angaben der NPD sollen der "Volkstreuen Jugend" dabei 2.000 Euro Fördermittel zugesagt worden sein, Gey selbst dementierte dies allerdings. Für das Treffen wurde Gey auch innerparteilich stark kritisiert.
Mitte Januar erklärte Gey öffentlich, dass er sich am 7. Juni 2015 nicht erneut zur Wahl als Landrat stellen und am 31. Juli 2015 sein politisches Amt abgeben werde. Zu Geys Nachfolger als Landrat wurde am 7. Juni 2015 Henry Graichen gewählt.

## Ehrenamtliches
Gey ist Präsident des Vereins Geopark Porphyrland. Steinreich in Sachsen e.V. und Vizepräsident des Sportvereins SV 1919 Grimma e.V.

## Zeitungs-Veröffentlichungen
- Nikos Natsidis und Thomas Lieb: Ein Mann mit vielen Saiten: Die Ära Gey ist zu Ende. - Heute ist sein letzter Arbeitstag. Nach 25 Jahren nimmt der Landrat der Kreise Grimma, Muldental und seit 2008 Leipzig seinen Hut. Im Kloster Nimbschen wird Gerhard Gey (64) heute verabschiedet. Fast ganzseitige Würdigung in: Leipziger Volkszeitung, Ausgabe Muldental, 31. Juli 2015, S. 31
- Thomas Lieb: „Als er fortging“ - Landrat Gey auf dem Karussell des Abschieds. Letzter Arbeitstag des Kreischefs - Festveranstaltung im Kloster Nimbschen - Graichen seit 0 Uhr im Amt. In: Leipziger Volkszeitung, Ausgabe Muldental, 1. August 2015, S. 32
- Nikos Natsidis: 14 Baumstümpfe, Dok-Filme und Zeit für die Enkel - Gerhard Gey hat nach seinem Abschied vom Landratsamt losgelassen und fühlt sich wohl. In: Leipziger Volkszeitung, Ausgabe Muldental, 13. Januar 2016, S. 32